# Шмаринова, Карина Николаевна
Карина Николаевна Шмаринова (31 мая 1937, Москва — 25 июня 2012, там же) — советская актриса театра и кино.

## Биография
Карина Санова родилась 31 мая 1937 года в Москве в артистической семье киноактрисы Галины Сергеевны Кравченко и кинорежиссёра и актёра Николая Константиновича Санишвили (Санова).
Уже с детства, в конце Великой Отечественной войны, она вместе с матерью участвовала в шефских концертах в московских госпиталях. Дебют в кинематографе состоялся в 1948 году, когда Санова, ещё учась в школе, снялась в эпизодической роли в фильме Александра Довженко «Мичурин».
В 1954 году поступила на актёрский факультет Школы-студии МХАТ (курс Александра Михайловича Карева). Одновременно она начала сниматься: дебютировала в главной роли в фильме режиссёра Исидора Анненского «Княжна Мери», а затем в главной роли в фильме «Страницы былого». Из-за занятости на съёмках и постоянных пропусков занятий в 1956 году её исключили из школы-студии. Вскоре она была принята на актёрский факультет ВГИКа (курс Бориса Бибикова), но уже через год, в 1957 году, ушла из института по семейным обстоятельствам.
В середине 1950-х годов вышла замуж за художника Алексея Шмаринова, с которым была знакома с детства.
Отец Алексея Шмаринова, советский художник Дементий Шмаринов, который в 1953—1955 годах делал иллюстрации к роману Л. Н. Толстого «Война и мир», нарисовал с юной Карины Наташу Ростову. Эта иллюстрация долгое время находилась в советских учебниках по литературе, по которым учились несколько поколений школьников.
В 1956 и 1958 годах у Алексея и Карины Шмариновых родилось двое сыновей Алексей и Сергей.
В середине 1960-х годов Карина Шмаринова тяжело заболела и ушла из профессии. В 1970—1980-е годы пыталась вернуться в кинематограф, но неудачно, после чего занималась семьёй.
Скончалась 25 июня 2012 года в Москве. Похоронена на Ваганьковском кладбище .

### Семья
- Мать — киноактриса Галина Сергеевна Кравченко (1905—1996), заслуженная артистка РСФСР.
- Отец — актёр и кинорежиссёр Николай Константинович Санишвили (1902—1995), народный артист Грузинской ССР.
- Брат — Виталий Александрович Каменев (1931—1966), внук советского партийного и государственного деятеля Льва Борисовича Каменева (1883—1936).
- Муж — художник Алексей Дементьевич Шмаринов (1933—2023), сын художника Дементия Алексеевича Шмаринова (1907—1999).
- Сын — актёр Алексей Алексеевич Шмаринов (род. 1956).
- Сын — художник Сергей Алексеевич Шмаринов (род. 1958).

## Театральные работы
- «Молодая гвардия» — Гриб-Боровик (Театр-студия киноактёра)

## Фильмография
1. 1948 — Мичурин — эпизод (нет в титрах)
2. 1955 — Княжна Мери — княжна Мери
3. 1957 — Страницы былого — Люба
4. 1960 — Кровь людская — не водица — Галина
5. 1961 — Дмитро Горицвит — Галина
6. 1963 — Когда казаки плачут — молодая казачка
7. 1972 — Чари-рама (Четвёртый жених) — переводчица
8. 1980 — Дом на Лесной — Валентина Ивановна
9. 2012 — Немоляева и Лазарев. Ещё раз про любовь (документальный) — актриса, друг семьи